# 臺灣的聲音新年音樂會
臺灣的聲音新年音樂會（英語：TAIWAN New Year Concert）是由灣聲樂團、智榮基金會、民視共同主辦的音樂會演出，其形式近似於著名的维也纳新年音乐会，自2019年起固定於新年的1月1日午後舉行。音樂會著重於以古典音樂的演出形式（管弦樂團、弦樂團等）呈現臺灣作曲家作品，俾使當代臺灣音樂創作獲得更多關注。
臺灣的聲音新年音樂會自2018年開始籌備，灣聲樂團音樂總監李哲藝領銜，2019年1月1日在臺北市內湖區大湖公園舉行首屆演出。其中邀集跨領域的演出陣容，包括臺灣著名主持人陳美鳳、張翰揚，古典音樂女高音林孟君，男中音林中光，以及歌手曹雅雯等人。
臺灣的聲音新年音樂會演出由民視所屬的四季線上影視進行全程實況轉播。自第2屆（2020年）起，音樂會改至臺北國家音樂廳演出，小提琴家魏靖儀、鋼琴家嚴俊傑也加入演出陣容。2023年的演出，則邀請前任國立臺灣交響樂團小號首席、演奏家侯傳安登台獻藝。

## 活動特色
音樂會的二大特點為「臺灣元素」及「臺灣作曲家」作品，最近演出之新創作品包括：
- 《臺灣眼世界心 - 環球遊記》，2022年，管弦樂版本[註 2]
- 法比安·穆勒：《大地之母》，2023年
- 李哲藝：《家己的聲》小號協奏曲，2023年

## 人物

### 製作團隊
- 製作人：李哲藝、施振榮、王明玉[8]。

## 經費
在音樂會經費方面，臺灣跨領域的多個重要單位皆投入贊助，包括中華電信、台積電文教基金會、台灣中油、台灣電力公司、全聯實業股份有限公司、南山人壽、富邦集團、新光金融控股股份有限公司、蝦皮購物、義美食品公司等。

## 演出紀錄
- 2019年1月1日，臺北市內湖區大湖公園
- 2020年1月1日，臺北國家音樂廳
- 2021年1月1日，臺北國家音樂廳
- 2022年1月1日，臺北國家音樂廳
- 2023年1月1日，臺北國家音樂廳
- 2024年1月1日，臺北國家音樂廳

## 外部連結
- 官方网站